# Дворец Сент-Уан
Дворец Сент-Уан (фр. Château de Saint-Ouen) — резиденция, расположенная в Сент-Уан-сюр-Сен, регион Иль-де-Франс, Франция.
Нынешний дворец построен в XIX веке Жан-Жаком-Мари Юве (фр.), классифицирован как исторический памятник. Это особенно показательный пример архитектуры времён Реставрации Бурбонов. Мебель, составлявшая обстановку дворца до отправки в Лотарингию в середине XIX века, также отличается исключительным качеством; выкупленная государством, она возможно будет возвращена во дворец, в экспозицию.

## Расположение
Замок расположен по адресу: улица Альбера Даленна (фр.), номера зданий с 12 по 46. Он исторически расположен на окраине старого Сент-Уана, центром которого была церковь Сент-Уан-ле-Вье (фр.).
Поместье простиралось на речной террасе с видом на берег Сены, между Парижской улицей (ныне — улица Альбера Даленна), улицей де ла Револьт (фр.) и нынешней улицей де Бателье. Большой Парк доков Сент-Уана (фр.), открытый в 2013 году, занимает северную часть территории бывшего поместья.

## История

### Первый замок
Первая постройка, располагавшаяся в Клиппиакуме и от которой ничего не сохранилось, существовала ещё со времён Карла VI.
В 1642 году Серафин Море, ставший владельцем Сент-Уана в 1640 году после обмена с великим раздатчиком милостыни аббатства Сен-Дени, начал проводить ярмарку два раза в год. Ярмарка свиней проводилась между замковым лугом и Сеной в последнее воскресенье августа и в день святого Людовика (25 августа).
В 1664 году Серафин Море продал поместье Иоахиму-Адольфу де Зильер де Буафранк, канцлеру Месье, брата короля Людовика XIV. С 1664 по 1669 год был построен новый замок по проекту архитектора Антуана Лепотра. Этот замок состоял из трёх зданий, расположенных вокруг внутреннего двора. Центральный павильон был украшен фронтоном. Оранжерея, расположенная восточнее, также украшена фронтоном и расположенными в нишах бюстами. Внутри оранжереи Бон Булонь написал большую фреску-иллюзию (возможно с помощью Жака Руссо, фр.) в честь богини Цереры. Эта нарисованная перспектива имитировала для Месье — Филиппа Орлеанского — вид из замка Сен-Клу.
Длинная дорожка пересекает парк и ведет к круглой площади (ныне — площадь Республики (фр.)).
Затем замок принадлежал Леону Потье, герцогу Жевра (1620—1704), губернатору Парижа с 1679 года. Затем Франсуа Иоахиму Бернару Потье, маркизу Жевра (1692—1757). Герцоги Жевра (фр.) оставались владельцами замка до революции, но дважды продавали право узуфруктуария на него: маркизе де Помпадур с 1759 по 1764 годы и герцогу Ниверне в 1782 году.

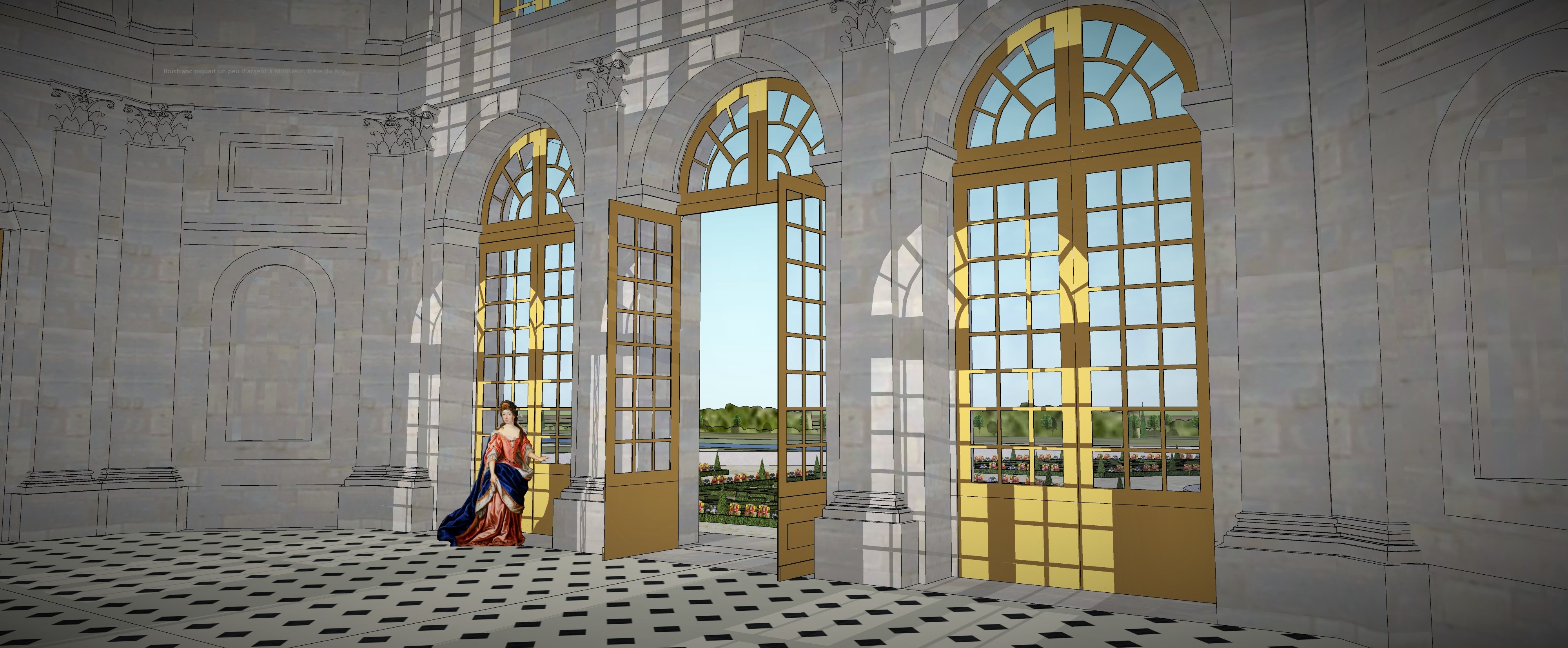
Реконструкция вида интерьера большой гостиной в итальянском стиле дворца Сент-Уан в XVII веке
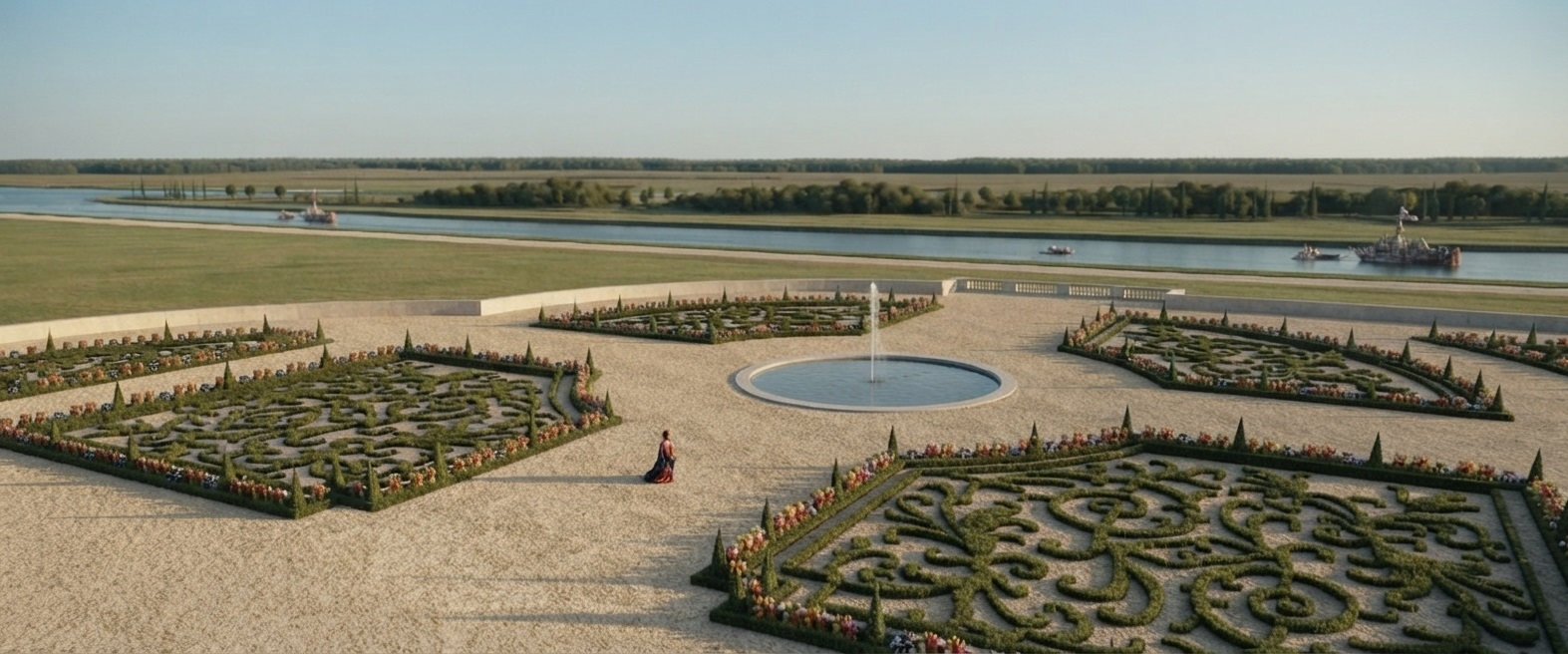
Реконструкция вида на территорию дворца Сент-Уан в конце XVII века. Вид с балкона первого этажа.

### Замок и маркиза де Помпадур
Маркиза де Помпадур, продав свой замок в Креси (фр.), приобрела только узуфрукт дворца Сент-Уан с 1759 года (до своей смерти в 1764 году). Таким образом, строго говоря, она не была ни арендатором (как в случае с дворцом Шан-сюр-Марн), ни владельцем дворца Сент-Уан.
Дворец, построенный Антуаном Лепотром для Буафранка, имел классический П-образный план и длинный фасад, украшенный двумя крыльями, продолжающими центральный корпус, со стороны сада, обращенной к Сене.
Оригинальность Сент-Уана заключалась в его внутренней организации; центральный корпус фактически представлял собой серию из трех салонов в итальянском стиле, декор которых был полностью переработан Слодцем (фр.) в 1750-х годах. Устройство салона в итальянском стиле с блеском продемонстрировано во дворце Во-ле-Виконт, в котором большой овальный салон является самым известным примером — помещение во всю высоту здания.
Учитывая это, видно, насколько впечатляющей была анфилада из трех салонов в итальянском стиле в Сент-Уане, которых были украшены портретами всей королевской семьи. Такая организация здания, созданная для герцога Жевра, послужила общественному признанию маркизы де Помпадур, которая в 1752 году стала герцогиней Менара (фр.).
Параллельно с уже существовавшим декором мадам де Помпадур реализовала крупный проект реструктуризации, расходы на который достигли более 500 000 ливров. Таким образом, хозяйственные постройки были полностью перестроены и внесены многочисленные изменения.
Чертежей не сохранилось, но путём перекрестной сверки различных источников удалось восстановить план первого этажа, что позволяет понять архитектурный проект мадам де Помпадур. Вероятно, архитектором, руководившим этой перестройкой, был Анж-Жак Габриэль, первый архитектор короля, который затем руководил строительными площадками различных резиденций маркизы.
О той роскошной забытой резиденции напоминает сказочный предмет, хранящийся в Музее искусств и ремесел: анимированная картина, изображающая фасад со стороны Сены в роскошной позолоченной деревянной раме, украшенной гербом маркизы.
Таким образом, по инициативе маркизы де Помпадур, используя центральную гостиную в итальянском стиле в качестве основы, были созданы апартаменты для короля, сделав престижный замок Сент-Уан отражением его статуса, символом его социальной и политической победы.

### Последнее великолепие
Заключительный период стабильности был дан замку в грандиозном состоянии, созданном для маркизы де Помпадур, с его покупкой в 1811 году Винцентом Потоцким, великим камергером Польши и генералом от кавалерии. Людовик XVIII, вернувшись из Англии, подписал во дворце в ночь со 2 на 3 мая 1814 года исторический акт: Сент-Уанскую декларацию (фр.) о восстановлении монархии, признавая, однако, некоторые свободы, приобретенные во время Французской революции и Первой империи.

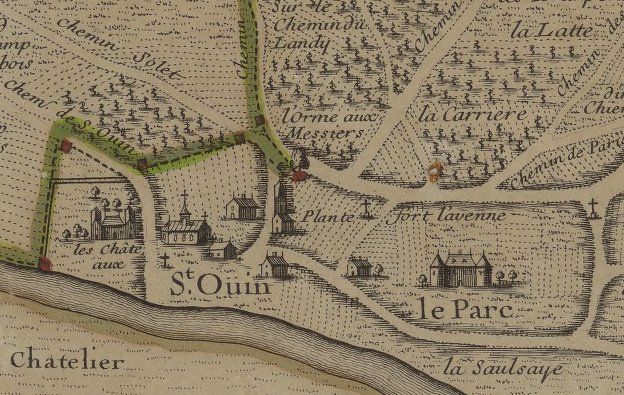
Карта территории Сен-Дени, 1707 год.
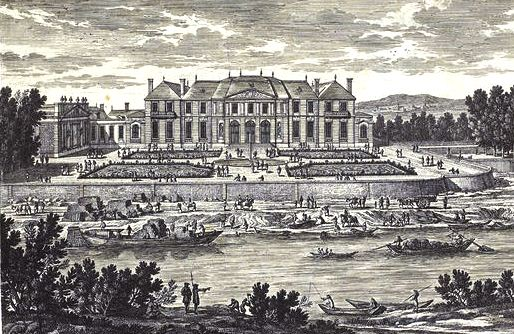
Вид на старый дворец, около 1700 года.

## Нынешний замок

### Конструкция
От старого дворца ничего не осталось. В 1816 году он был приобретён Людовиком XVIII, который снёс его, чтобы Жан-Жак-Мари Юве построил новый в неопалладианском стиле. Первый камень нового дворца был заложен 8 июля 1821 года. 29 октября 1822 года король продал замок за 400 000 франков своей фаворитке, мадам дю Кайла. Дворец Сент-Уан был декорирован и обставлен по последнему слову техники известными мастерами: краснодеревщиками Пьером-Антуаном Белланже и Этьеном-Жозефом Пуарье, бронзовщиками Люсьеном-Франсуа Фёшером, Пьером-Виктором Ледюром, мастерской Ленуара-Раврио и Пьером-Филиппом Томиром, обойщиками А. Бризар и Гранжан, , а также Пьером Сисери, занимавшийся декоративной росписью. Дополняет этот мебельный гарнитур солидный набор картин барона Жерара. 2 мая 1823 года графиня провела торжественную инаугурацию, на которой был представлен портрет короля, написанный Жераром. Дворец Сент-Уан был открыт для посетителей летом 1823 года, и мадам дю Кайла регулярно выдавала «билеты», позволявшие попасть в большой салон, ставший мемориалом в честь Людовика XVIII.
Графиня умерла в 1852 году, а в 1869 году часть мебели была перевезена в замок Аруэ, в Лотарингии).

### Запустение
В 1862 году в полосе земли, расположенной между парком и Сеной, была проложена железнодорожная линия, проходящая вдоль севера усадьбы; соединяясь в Эпинет с Парижским малым железнодорожным кольцом (фр.), эта линия заканчивается на станции у моста Сент-Уан-ле-Док (фр.). Замок сильно пострадал во время осады Парижа в 1871 году.
В 1881 году Омер и Рене Талоны, наследники мадам дю Кайла, сдали поместье в аренду компании Société d’Encouragement Hippique, которая устроило на его территории ипподром. Ипподром, созданный в парке, посещался до 1914 года. Во время Первой мировой войны дворец стал военным госпиталем.
В 1917 году поместье было куплено компанией Thomson-Houston (фр.) (Alstom). Земля площадью 26 га была разделена на две части: на западе — незастроенный комплекс, состоящий из спортивных площадок и садов, на котором расположен заброшенный дворец; на востоке — в 1921 году был построен завод по производству электрооборудования, к которому подведены железнодорожные пути.

### Постепенное возрождение
Дворец выкуплен муниципалитетом в 1958 году, в 1963-м отреставрирован и превращён в краеведческий музей. С тех пор здесь также разместилась муниципальная консерватория музыки, театра и танца.
Дворец внесён в список исторических памятников указом от 28 сентября 1961 года. Помещения на первом этаже классифицированы указом от 16 июня 1965 года. 9 мая 2019 года выпущен указом о классификации, который защищает весь дворец целиком, включая боковую галерею, расположенную в подвале, и покрывающую её землю.
В январе 1973 года во дворце под пристальным наблюдением находилась делегация Национального фронта освобождения Южного Вьетнама, участвовавшая вместе с США в подготовке Парижского мирного соглашения, подписанного 27 января 1973 года и положившего конец войне во Вьетнаме.
Музей закрылся в 2005 году, но до сих пор служит заповедником.
С 2007 по 2016 год государство приобрело мебель, хранившуюся в замке Аруэ и классифицированную как исторический памятник. До реставрации она выставлена в замке Мезон-Лаффит. 18 октября 2017 года Центр национальных памятников (фр.) и город Сент-Уан подписали соглашение с целью определения культурного проекта дворца и возвращения этой мебели в экспозицию на прежнем месте..

## Архитектура
Здание из тесаного камня квадратной формы с цокольным этажом, двумя этажами и переоборудованным чердаком.
В интерьере есть центральный вестибюль, на который ведет монументальная лестница; слева — столовая, сохранившая старый декор и двери из орехового дерева; в бильярдной есть камины и белые мраморные консоли; угловая гостиная сохранила красивый декор пилястр и каминов; плафоны потолков украшены лепниной, образующей кессоны.

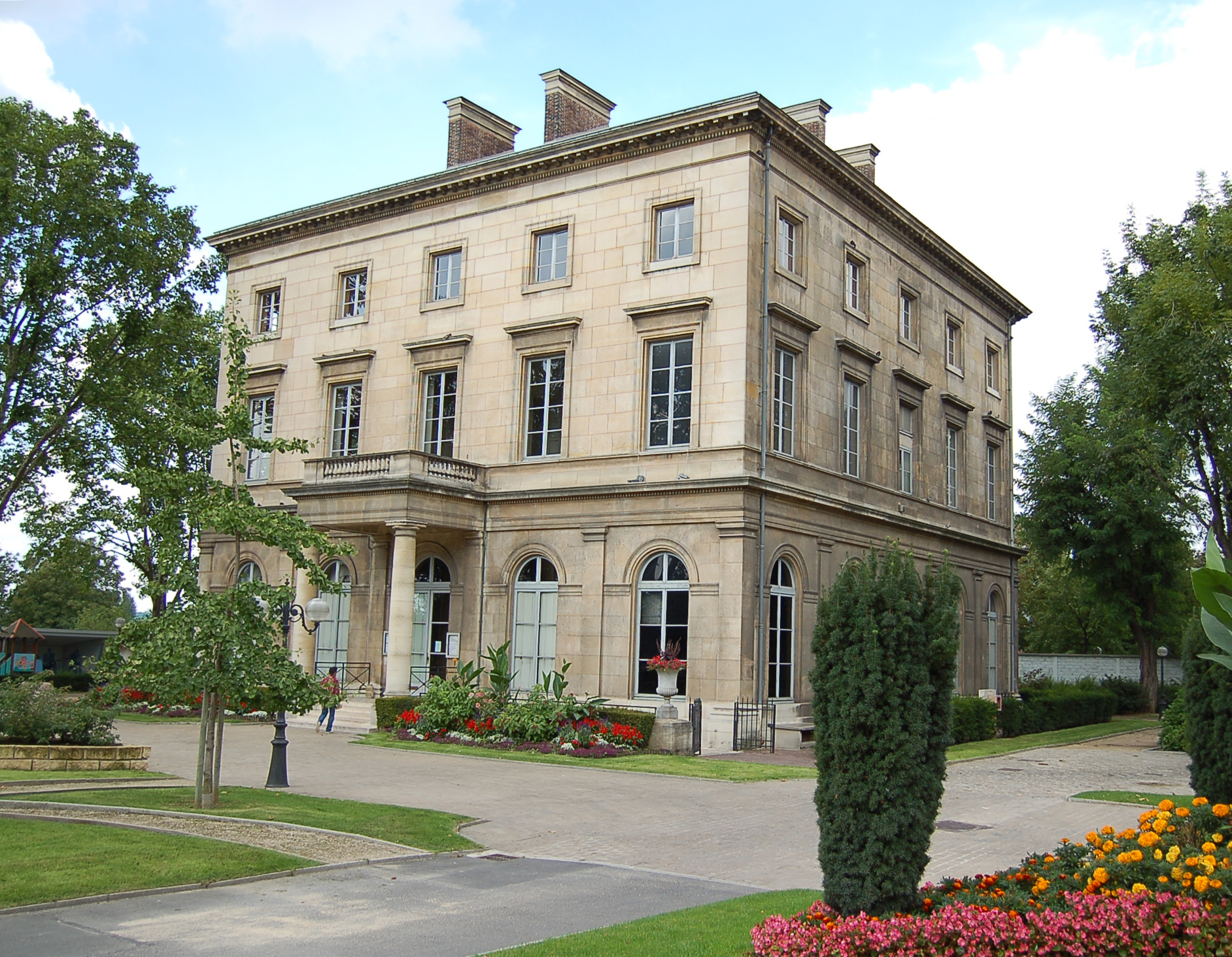
Дворец в 2006 году
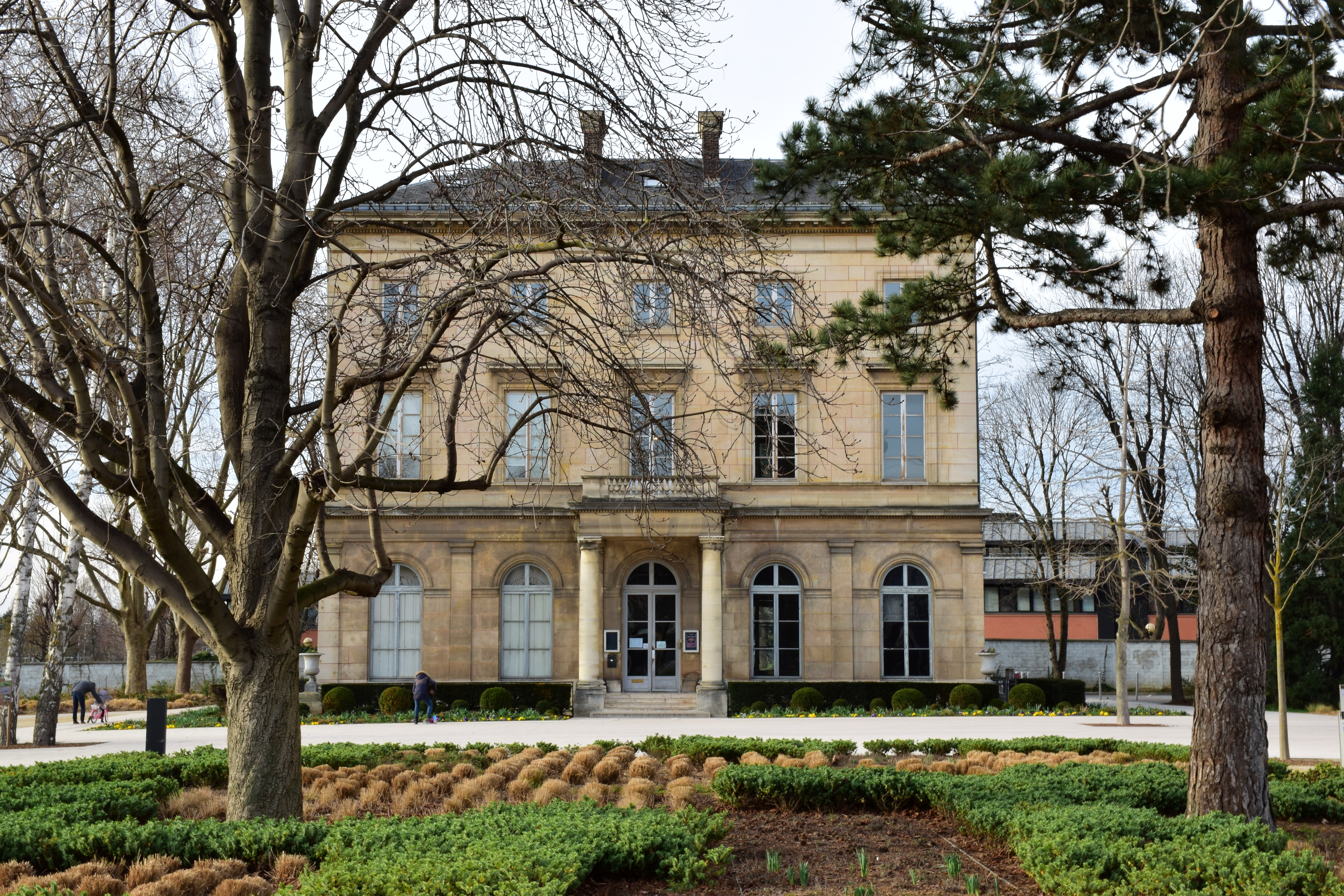
Дворец в 2017 году